# Илия Милев
Илия Георгиев Милев е български краевед, поет и писател.

## Биография
Роден е в 1935 година в неврокопското село Гърмен. Илия Милев е роден в село Гърмен, област Благоевград. Завършва Учителски институт и след това българска филология и история в Софийския университет. Учителства в Огняново и Осиково. От 1967 до 1998 г. е директор на училището „Св. св. Кирил и Методий“ в родното му село. Публикува научни изследвания, публицистика и художествени материали в списанията „Родопи“, „Македония“, „Антени“, „Семейство и училище“, в алманаха „Ирин-Пирин“, „Струма“ и други. Публикува разкази, есета и новели в различни вестници - „Земя“, „Вестник за жената“, „Пенсионер“, „Родопско слово“, „Народна младеж“, „Пиринско дело“, „Струма“, „Народна армия“. Автор е на краеведските изследвания „Гърмен – история, материална култура и фолклор“ с предговор от Николай Хайтов, „Просветните храмове в Гърмен“, „Развитието на образованието в някои селища на Югозападните Родопи“, „Ковачевица – родното място на Людмил Стоянов“, на сборниците с разкази „Съмни, Боже“, „Любовта си е загубила ума“, „Тук не само орлите вият гнезда“, „Зрънца от пъстра огърлица“, на документалната повест „Живот сред ветрове и бури“, на пиесите „И тихият войник е храбър“, „Око за око, зъб за зъб“.